# Varanus tyrasiensis
Varanus tyrasiensis — викопний вид варана. Він відомий з середнього міоцену Молдови.